# Roger Myerson
Roger Bruce Myerson (sinh 29 tháng 3 năm 1951) là một nhà kinh tế học người Mỹ, người đồng nhận giải Nobel kinh tế năm 2007 với Leonid Hurwicz và Eric Maskin vì những đóng góp của họ trong việc khởi xướng và phát triển lý thuyết thiết kế cơ chế.

## Tiểu sử
Myerson sinh năm 1951 trong một gia đình người Do Thái. Ông là giáo sư kinh tế của Ban ưu tú Glen A. Lloyd tại Đại học Chicago. Ông đã học Đại học Harvard và nhận văn bằng cử nhân và thạc sĩ (1973) ngành toán học ứng dụng và tiến sĩ (1976) ngành toán học ứng dụng. Từ năm 1982 đến 2001, ông đã là giáo sư kinh tế tại Đại học Northwestern.